# 萊沙拉鎮區 (內布拉斯加州桑德斯縣)
萊沙拉鎮區（英語：Leshara Township）是位於美國內布拉斯加州桑德斯縣的一個行政鎮區。

## 地方資料
萊沙拉鎮區的面積為61.30平方千米，當中陸地面積為58.50平方千米，而水域面積為2.80平方千米。根據2020年美國人口普查的數據，當地共有人口565人，而人口密度為每平方千米9.22人。